# Кохнівський район
Кохні́вський райо́н — адміністративно-територіальна одиниця УСРР з центром у селі Піщане, утворена 7 березня 1923 у складі  Кременчуцької округи з Кохнівської, Недогарської та Погребівської волостей Кременчуцького повіту Полтавської губернії загальною площею 412 верст² з населенням 38 346 осіб. Простягався уздовж лівого берега Дніпра. 
Спочатку налічував 14 сільрад. Станом на 7 вересня 1923 складався з 15 сільрад (Бабичівська, Богомолівська, Великокохнівська, Власівська, Гориславцівська, Кривушанська, Малокохнівська, Недогарська, Новоіванівська, Піщанська, Погребянська (Погребівська), Пухальщинська, Рокитно-Донівська (с. Рокитне-Донівка), Рублівська, Сухоомельниківська (Сухоомельницька)), загальна чисельність населення яких становила 42 914 осіб.
28 серпня 1928 року район розформовано з приєднанням його території до Градизького та Потіцького районів.